# Design de descontinuidade de regressão
Em estatística, econometria, ciência política, epidemiologia e disciplinas relacionadas, um projeto de regressão descontinuidade (RDD) é um projeto pré-teste-pós-teste quase experimental que visa determinar os efeitos causais das intervenções, atribuindo um corte acima ou abaixo do qual uma intervenção é atribuída. Ao comparar as observações situadas de perto em ambos os lados do limite, é possível estimar o efeito médio do tratamento em ambientes nos quais a randomização é inviável. No entanto, continua impossível fazer uma inferência causal verdadeira apenas com esse método, pois ele não rejeita automaticamente os efeitos causais por qualquer variável de confusão potencial. Aplicado pela primeira vez por Donald Thistlethwaite e Donald Campbell em 1960 para a avaliação de programas de bolsas,  o RDD tornou-se cada vez mais popular nos últimos anos.  Comparações de estudos recentes de ensaios clínicos randomizados (RCTs) e RDDs demonstraram empiricamente a validade desse projeto. 

## Exemplo
A intuição por trás do RDD pode ser ilustrada usando a avaliação de bolsas de estudo. O principal problema com a estimativa do efeito causal de tal intervenção é a homogeneidade do desempenho para a atribuição de tratamento (por exemplo, concessão de bolsa de estudos). Como os alunos com alto desempenho têm maior probabilidade de receber a bolsa de estudos e continuar tendo um bom desempenho ao mesmo tempo, comparar os resultados dos premiados e dos não beneficiários levaria a um viés nas estimativas. Mesmo que a bolsa não melhorasse em nada as notas, os premiados teriam um desempenho melhor do que os não contemplados, simplesmente porque as bolsas foram dadas a alunos que tinham um bom desempenho antes de receber a bolsa de estudos.
Apesar da ausência de um projeto experimental, um RDD pode explorar características exógenas da intervenção para obter efeitos causais. Se todos os alunos acima de uma determinada nota — por exemplo, 80% — receberem a bolsa, é possível obter o efeito do tratamento local comparando os alunos em torno do limite de 80%. A intuição é que um aluno com pontuação de 79% provavelmente será muito semelhante a um aluno com pontuação de 81% - dado o limite predefinido de 80%. No entanto, um aluno receberá a bolsa de estudos, enquanto o outro não. A comparação do resultado do premiado (grupo de tratamento) com o resultado contrafactual do não-premiado (grupo de controle) fornecerá, portanto, o efeito local do tratamento.

## Metodologia
As duas abordagens mais comuns para estimativa usando um RDD são não paramétricas e paramétricas (normalmente regressão polinomial).

### Estimativa não paramétrica
O método não paramétrico mais comum usado no contexto RDD é uma regressão linear local da forma:
{\displaystyle Y=\alpha +\tau D+\beta _{1}(X-c)+\beta _{2}D(X-c)+\varepsilon ,}
onde {\displaystyle c} é o corte do tratamento e {\displaystyle D} é uma variável binária igual a 1 se {\displaystyle X\geq c} . Deixando {\displaystyle h} ser a largura de banda de dados utilizada, temos {\displaystyle c-h\leq X\leq c+h} . Diferentes inclinações e interceptações ajustam os dados em ambos os lados do corte. Normalmente, um kernel retangular (sem ponderação) ou um kernel triangular são usados. O kernel retangular tem uma interpretação mais direta em relação aos kernels sofisticados que rendem poucos ganhos de eficiência. 

### Estimativa paramétrica
Um exemplo de estimativa paramétrica é:
{\displaystyle Y=\alpha +\beta _{1}x_{i}+\beta _{2}c_{i}+\beta _{3}c_{i}^{2}+\beta _{4}c_{i}^{3}+\varepsilon ,}
onde
{\displaystyle x_{i}={\begin{cases}1{\text{ if }}c_{i}\geq {\bar {c}}\\0{\text{ if }}c_{i}<{\bar {c}}\end{cases}}}
e {\displaystyle {\bar {c}}} é o corte do tratamento. Observe que a parte polinomial pode ser encurtada ou estendida.